# Robaczki z Zaginionej Doliny
Robaczki z Zaginionej Doliny (fr.: Minuscule - La vallée des fourmis perdues) – francusko-belgijski komediowy film animowany z 2013 roku w reżyserii Thomasa Szabo i Hélène Giraud.
Polski dystrybutor filmu - Kino Świat - bez wiedzy twórców zlecił wykonanie dubbingu do filmu, który oryginalnie pozostawał niemy. Po reakcji ze strony twórców, kopie filmu zostały wycofane z dystrybucji kinowej w Polsce.

## Wersja polska
Wersja polska: STUDIO PRL na zlecenie KINO ŚWIAT

Reżyseria: Dariusz Błażejewski

Udźwiękowienie: Kamil Sołdacki

Dialogi: Jan Jakub Wecsile

Udział wzięli:
- Andrzej Grabowski
- Ryszard Dziduch